# マーシャル (アンプ)

ロゴ

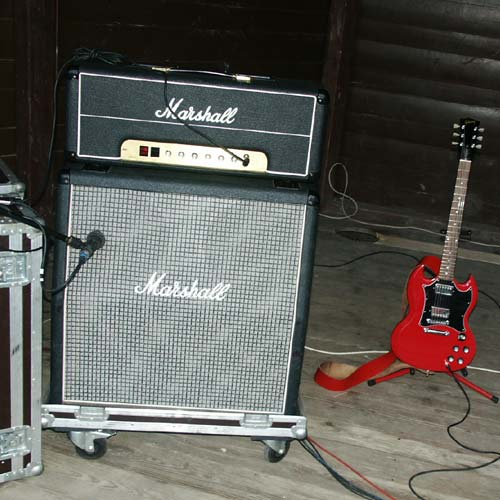
マーシャルのギターアンプ、アンプヘッドとAキャビネットの2段スタック

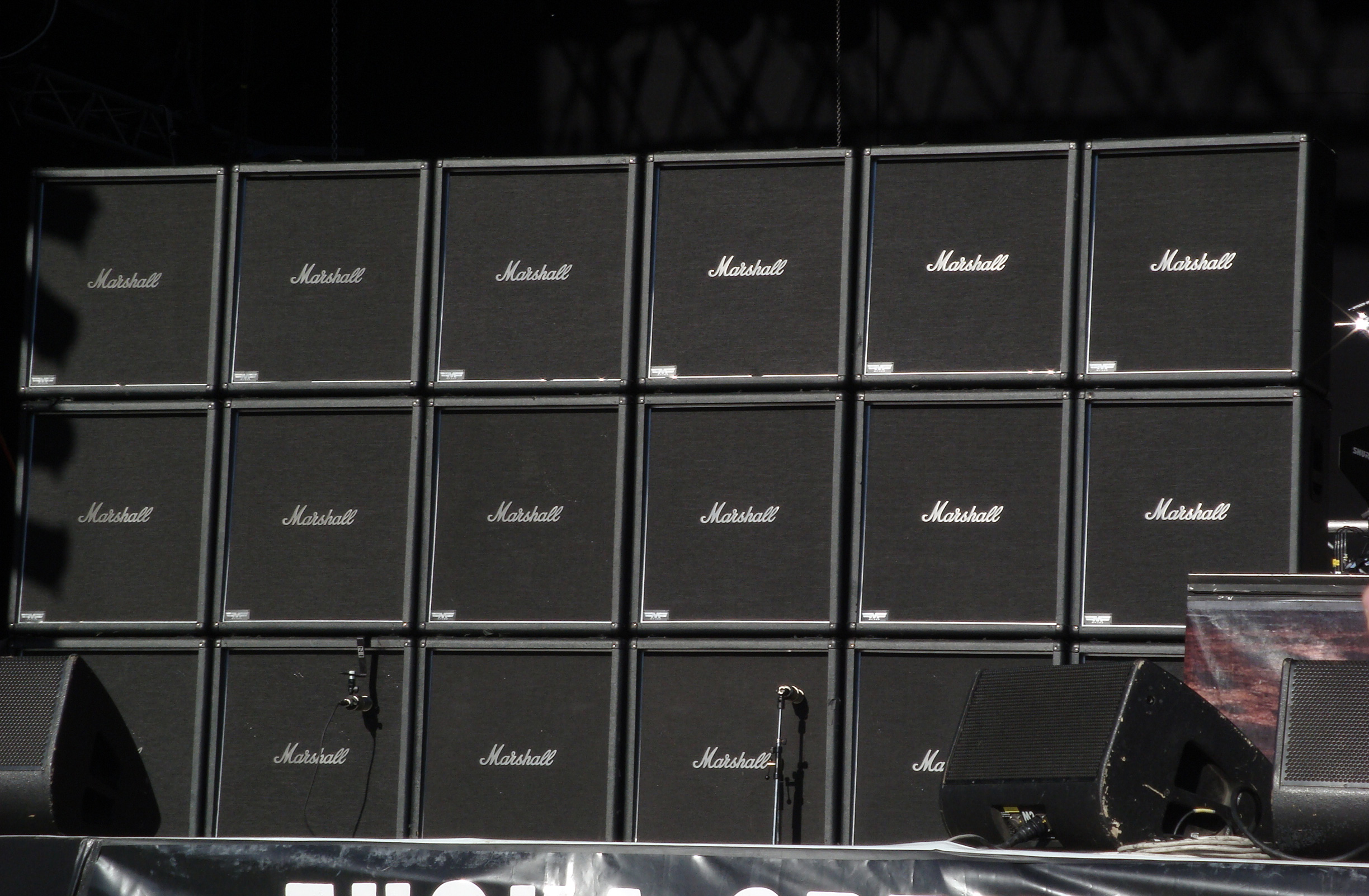
ジェフ・ハンネマン（スレイヤー）のマーシャル・ウォール（3段×6列のキャビネット）

マーシャル (Marshall) は、イギリスのマーシャル・アンプリフィケーション (Marshall Amplification) 社が保有する、エレクトリックギター、ベース用アンプなどを扱うイギリスのブランド。
名称は創業者ジム・マーシャルにちなむ。イーリング・ロンドン特別区ハンウェルで創業、現在の本社および工場の所在はバッキンガムシャー州ミルトン・キーンズ。

## 特徴
プロ向けからアマチュア向けと、幅広い価格帯と用途に合わせたアンプを製造している。特に2段・3段に積み上げられたセパレート式大型アンプ（スタックアンプ）の製造メーカーとして知られている。セパレート式アンプの他にも、コンボ式アンプ、エフェクターも製造している。
アンプの特徴としては、真空管を利用した暖かみのあるディストーション系の歪みが得意。また、高音と低音に伸びがあり、中域が豊かな傾向がある。大音量アンプの代名詞的存在で、多くのミュージシャンに愛用されている。

## 歴史
ジム・マーシャル自身もミュージシャンであり、戦後間もないロンドンでドラマー兼ヴォーカリストとして活躍した。その後自身のドラム教室を開き、ミッチ・ミッチェルなど多くの生徒を集め人気を博していた。その生徒たちの要望に応える形で、1960年に小売店「マーシャル・ショップ」を開業。当初はドラム専門店であったが、当時のロンドンはジャズ・ビッグバンドが主流で、ロックを演奏する若くて所持金の少ないミュージシャンたちをほとんどの店が冷遇していたため、生徒たちはマーシャルの店にドラマー以外のバンド仲間も連れてくるようになった。この中にはリッチー・ブラックモアやピート・タウンゼンドらもいた。さらに彼らの要望に応えるため、アンプも取り扱うこととなったが、当時のアンプは故障が多く修理対応に追われた。これならば自分でより安く良いものが作れると考えたマーシャルは、1962年にフェンダー・ベースマン (Fender Bassman) を手本にして最初の自社製作アンプ「JTM45」を開発し、アーティストたちの注目を浴びた。
その後、ロックの大衆化によってアンプの大音量、大型化の要求が強まった。特に熱心だったのが、ザ・フーのタウンゼントで、彼は最初、100 Wの特注アンプ (JTM45/100) と共に、直径12インチ（約30 cm）のスピーカーを8個入れた縦長のキャビネットの製作を提案した。しかし、それは大人2人でようやく動かせるかどうかという重さのため、機材の運搬に手間がかかり不評であった。その解決策として、マーシャル社は12インチスピーカーを4個入れたキャビネットを2台重ねて使うことを発案した。これにより、同等の効果が得られ、運搬や設置の労力も減ることとなった。さらに、その上にアンプ部を重ね、3段積みとした独特のスタイルは「マーシャル・スタック」とも呼ばれ、自社のトレードマークになった。上から順にアンプヘッド、Aキャビ (Angled Cabinet)、Bキャビ (Base Cabinet) と呼ばれる。"Angled Cabinet"とはその名の通り、前面に角度が付けられており、横から見た際にヘッドに向かって細くなっていくというデザイン。当初は見た目を重視した設計だったが、Aキャビ上部のスピーカー2個がわずかに上を向くため、客席後部まで音が届くという利点も得られた。
その後、ジミ・ヘンドリックスやエリック・クラプトン、ジミー・ペイジ、ブラックモアなど、著名なミュージシャンが次々とマーシャル社のアンプを使用するようになった。ヘンドリックスはまだ無名の時代にジム・マーシャルの店に初めて来店した際、「俺はこれからスターになるんだ」と自己紹介した。マーシャルは当初「また無料で商品を欲しがる若いアメリカ人がやって来た」程度にしか思わなかったが、ヘンドリックスが求めたのは商品の無償提供ではなく、ツアー先などでのしっかりとしたアフター・サポート体制であり、実際に3台のアンプを購入したため、マーシャルは大変驚いた。ヘンドリックスは、その後も通常仕様の商品を実際に買い続け、カスタムメイドその他の特典を受けることは生涯なかった。
彼らミュージシャンのライブでステージ後方に壁のように置かれたアンプ・キャビネット群は、「マーシャル・ウォール」「マーシャルの壁」などと呼ばれ、ロックバンドの一つのスタイルとして定着した。
ジム・マーシャルは1984年に過去3年間の輸出産業への貢献を称えられ、エリザベス2世より顕彰された ("Queen's Award for Export")。1985年には、ハリウッド・ウォーク・オブ・フェームにて顕彰された。2012年4月5日に88歳で死去した。

## 主なアンプ機種

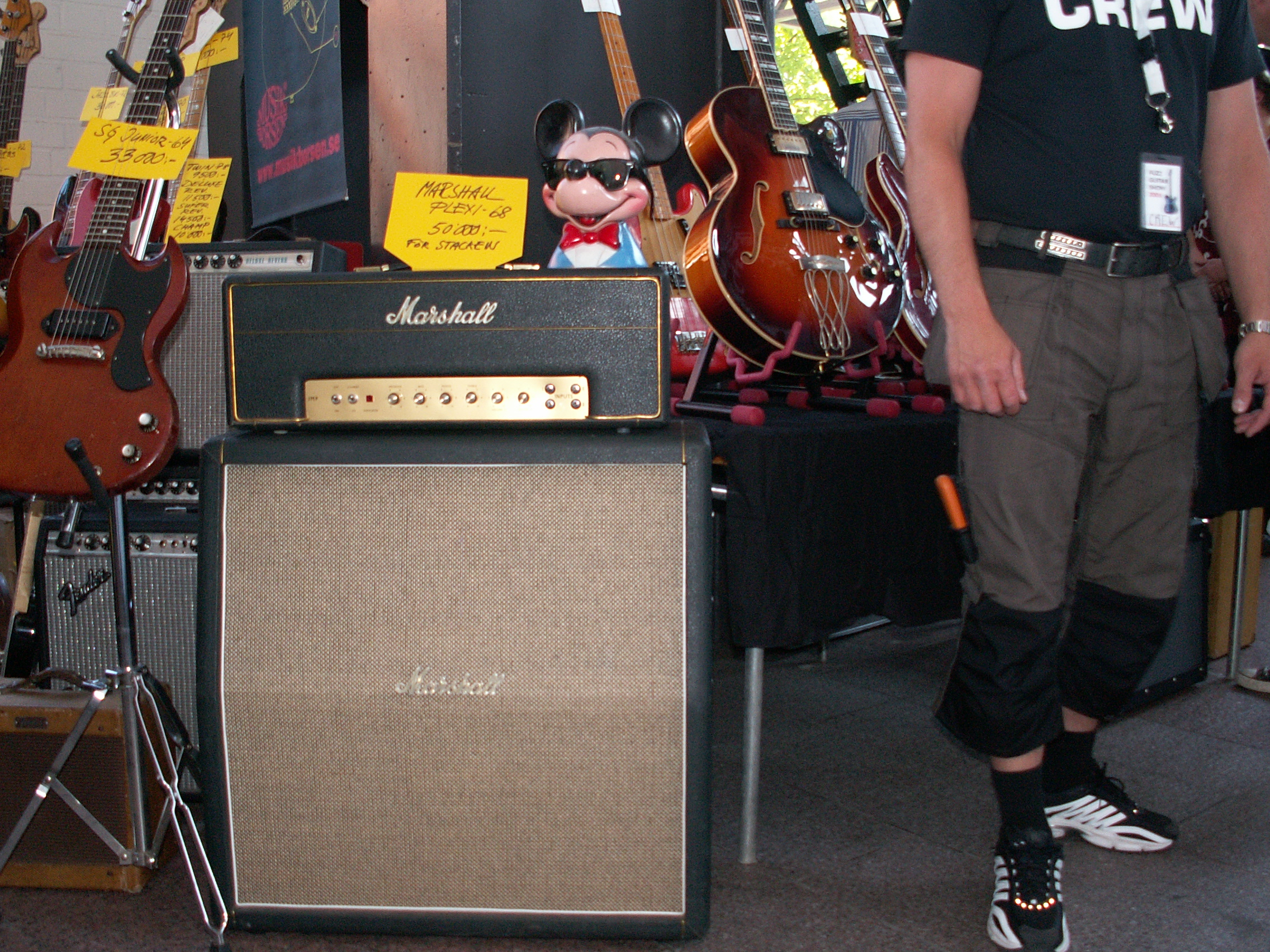
1968年製Plexi

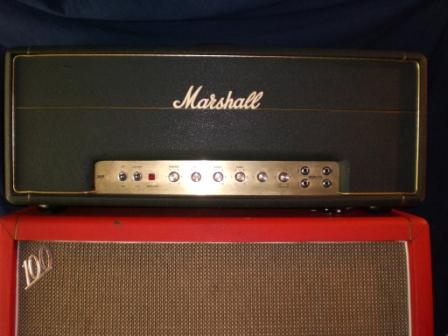
1971年製Major

JTM45
初期型。オリジナルは45 Wの設計。設計の手本としたフェンダー社のアンプに近い音で、以後のマーシャルのような歪みは得られない。
1959
上記タウンゼンドの発案による「マーシャル・スタック」のスタイルはこの機種で一般化された。一時期プレキシグラスのパネルが使用されたことから「Plexi」の愛称がある。100 W。Super Leadと冠されたモデルが初登場したが、これはPAやベース用でなくリードギタリスト向けという意味。
1987
50 Wモデル。JTM50 MK IIとも。小音量でも適度な歪みが得られるため、ジェフ・ベックら50 Wモデルにこだわるギタリストも多い。ジム・マーシャル自身もこの仕様を最も好んだ。
1962および1961
アンプ・スピーカー一体型のコンボ式。「Blues Breaker」の愛称があるが、これはジョン・メイオールの同名アルバム（1966年作、Beano Albumという呼び方もある）でクラプトンがギブソン・レスポールと当アンプのコンビネーションを使用、これが後のロック・サウンドの手本となったためである。
Major
200とも。200 Wの超・大音量仕様。初期型には独特の見た目から「Pig」の愛称がある。ブラックモア、ジョン・フルシアンテらが使用。ブラックモアは2つのインプットを直列に繋ぎ、本来各チャンネル別となっていたヴォリュームの片方をマスターヴォリューム的に使用する「たすき掛け」「チャンネルリンク」もしくは「カスケード」と呼ばれる接続法を使った。
MV
その名の通りマスターヴォリューム (Master Volume) 搭載モデル。これから転じてこれ以前のモデルを「non-Masterモデル」と総称することがある。上述の「たすき掛け」テクニックが多用されていたことに対する回答。背面の印字からJMP (Jim Marshall Products) とも。
JCM800
Rose-Morris社（後述）との契約が終了した1981年にロゴを大きく変更した新時代モデルとして発表。マーシャル最大のヒット作。スラッシュ、ザック・ワイルドらが使用。これ以後のシリーズに付されるDSL, TSLとはそれぞれ "Dual Super Lead", "Triple Super Lead" の略で、リードギタリスト用2チャンネル/3チャンネルモデルの意味。
Silver Jubilee
1987年の創立25周年を記念した限定モデル。モデルナンバーは2555。フルシアンテらが使用。後にスラッシュのシグネチャーモデル (2555SL) としてほぼ同仕様で復刻された。
JCM900
後期型のJCM800に「ハイ・ゲイン回路」を追加した後継モデル。これはユーザの間でJCM800をハイ・ゲイン仕様に改造、もしくは前段にオーバードライヴ・ペダルを噛ませるのが流行していたことに対する回答。あくまで回路の追加であり、アンプの増幅機構そのものがハイ・ゲイン化されたわけではない。1999年まで製造。
6100
1992年の創立30周年を記念したモデル。JCM900開発時に構想された機能を全て入れた多機能アンプ。クリーン/クランチ/リードの3チャンネル、各チャンネルのモード変更、ビルトイン・MIDIコントロール、100 W/50 Wの切り替えなど。ジョー・サトリアーニ、アレックス・ライフソンらが使用。
JCM2000
1997年発表のJCM後継モデル。
JVM
2007年発表の現行フラッグシップモデル。
Vintage Modern
JVMと同時期発表の現行モデル。1チャンネルのみの仕様で、構造・操作方法ともによりシンプルな形となっている。ポール・ギルバートらが使用。

## 国際展開
マーシャル社は1966年よりRose-Morris社との15年間の販売代理店契約を結んだ。この時期イギリス国外ではマーシャル製品は非常に高価だったが、それはこの会社が自社マージンのために55 %も価格に上乗せをしたためであった。また当時「Unit 1」「Unit 3」「Unit 17」といった呼び名で販売されたが、これはアンプヘッドとキャビネットの組み合わせセットに対して命名されたものである。
日本における輸入代理店は株式会社ヤマハミュージックジャパン。マーシャル社公認の博物館「マーシャル・ミュージアム・ジャパン」が山口県に2012年（平成24年）5月3日開館した。

## 影響
1978年作のヴァン・ヘイレン『炎の導火線』のギターサウンドは「ブラウンサウンド」と呼ばれ、多くのファンが真似ようとした。エディ・ヴァン・ヘイレンは、Variac社の可変トランス（Variable transformerもしくはAutotransformer）を使い、マーシャルの電圧を下げてレコーディングなどに使ったが、インタビューでは140ボルトに「上げて」使ったと述べた。これは、天邪鬼なエディが自分の機材についてファンやメディアにあまりに頻繁に訊かれるため、それをからかう意図からであった。しかし、これを真に受けて電圧を上げたファンの中には、高価なアンプ、特に内部の真空管を壊してしまった者もいた。後にエディは、自身の嘘の中でも最悪のものだったと謝罪した。
1984年のロック・コメディ映画『スパイナル・タップ』では「ボリュームの目盛りが11まであるアンプ」が登場し、主人公が「俺のマーシャルは特注で他のより1目盛り分ボリュームが大きい」と自慢するが、記者から「そもそもの設計でボリュームの10を大きい音にするのとどう違うのか」と突っ込まれて返答に窮するというシーンがある。